# Нефтехранилище

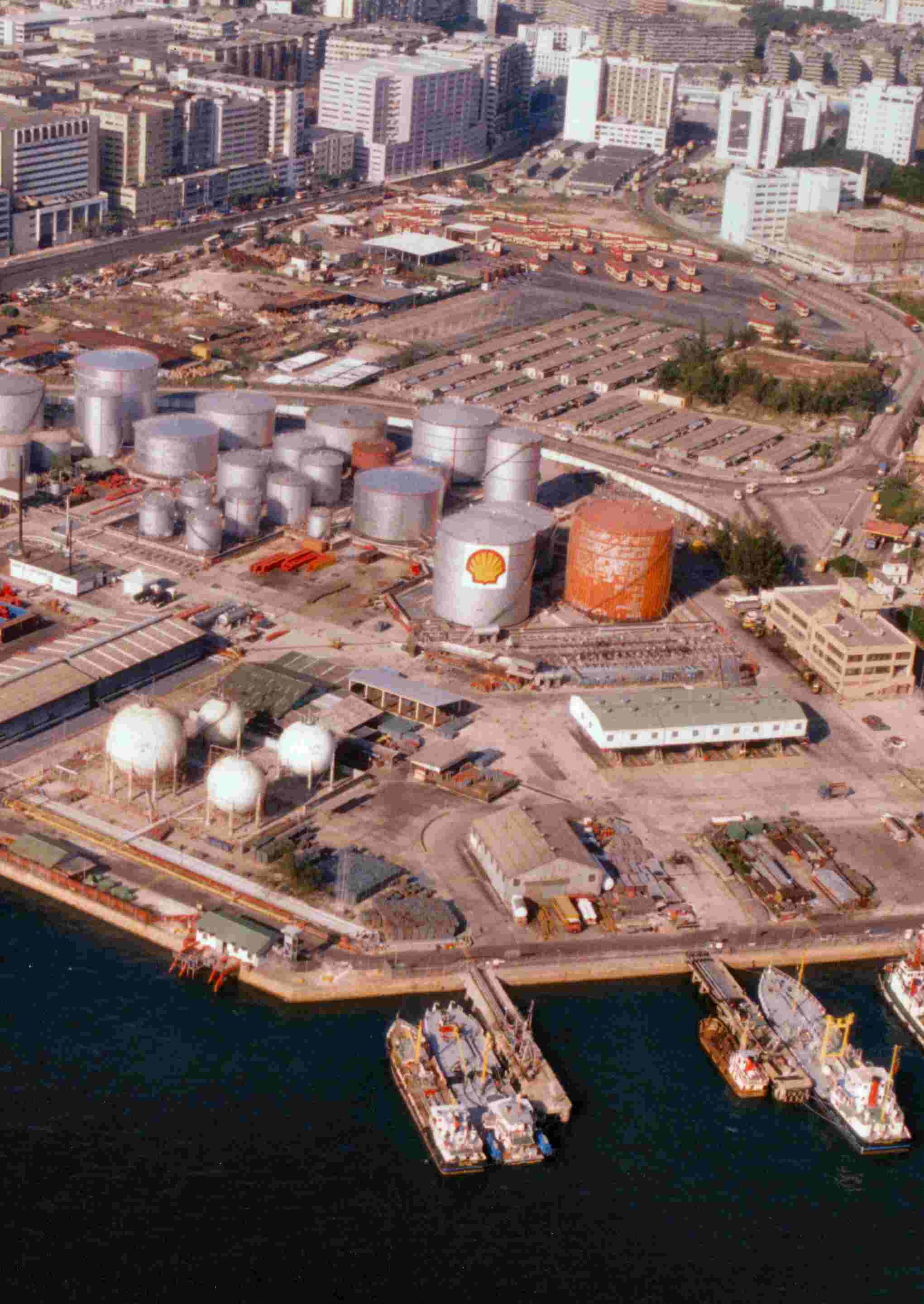
Нефтехранилище в Гонконге

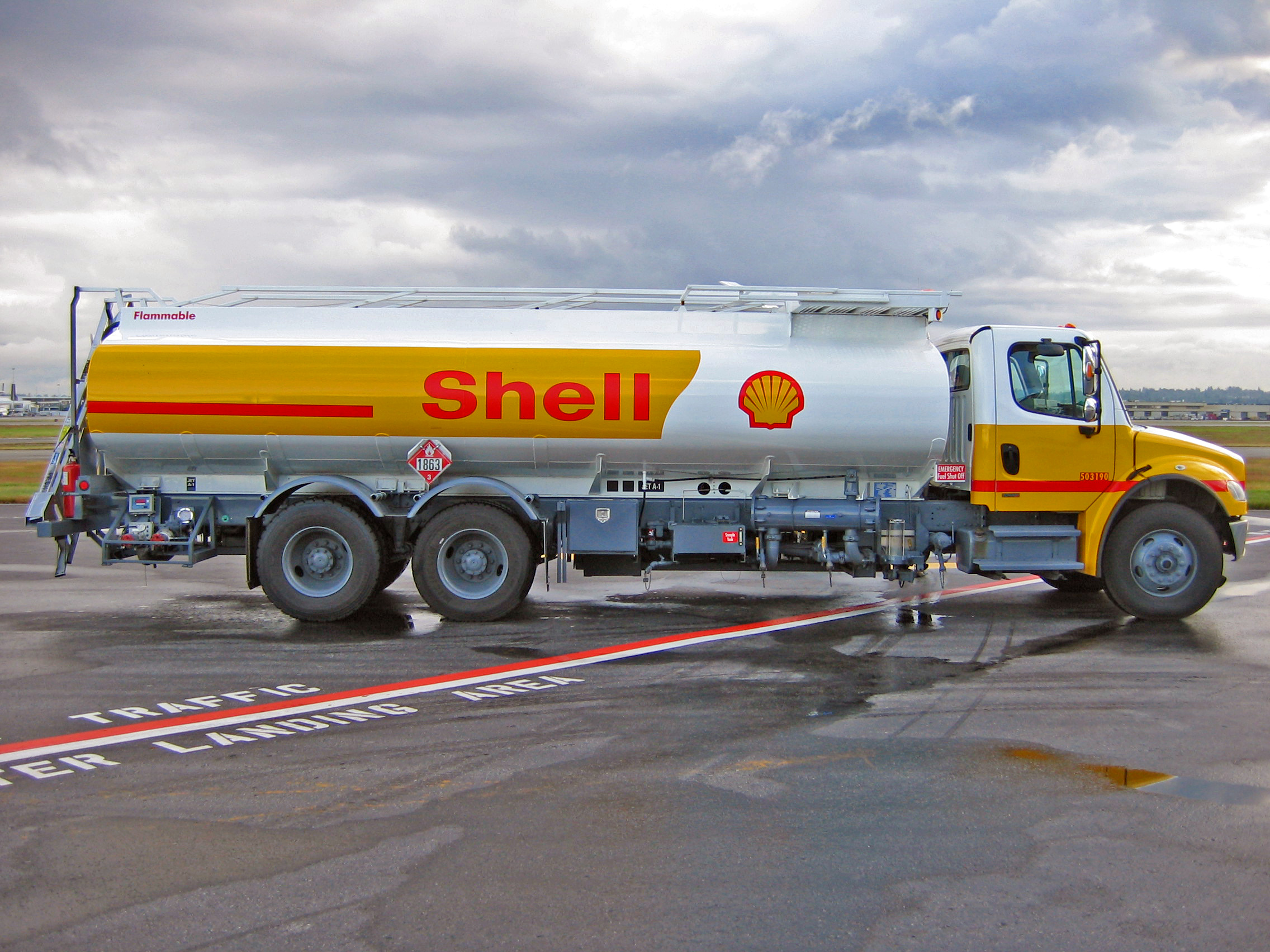
Топливозаправщик в аэропорту Ванкувер

Нефтехранилище (нефтебаза, нефтетерминал) — промышленный объект для хранения нефти и нефтепродуктов, может быть перевалочным, распределительным, перевалочно-распределительным. Как правило, такое хранилище представляет собой подземные или надземные резервуары, а также платформу для приёма/отгрузки хранящихся продуктов на транспорт (ж/д цистерны, автоцистерны, танкеры и прочее) или в нефтепровод.
Как правило, в нефтехранилище поступают уже готовые нефтепродукты.
Большинство аэропортов также имеют своё собственное нефтехранилище — «топливное хранилище», где хранится авиационное топливо.

## Собственность
Существует три основные типа собственности нефтехранилищ:
- Нефтехранилище принадлежит одной нефтяной компании.
- Нефтехранилище является совместной собственностью консорциума, когда две или более компаний совместно выплачивают необходимые отчисления.
- Нефтехранилище принадлежит предпринимателю, который сдаёт его нефтяным компаниям в аренду. Наиболее крупным владельцем таких нефтехранилищ является голландская компания Royal Vopak[англ.], сдающая 76 терминалов в 31 стране.

## Резервуар Шухова

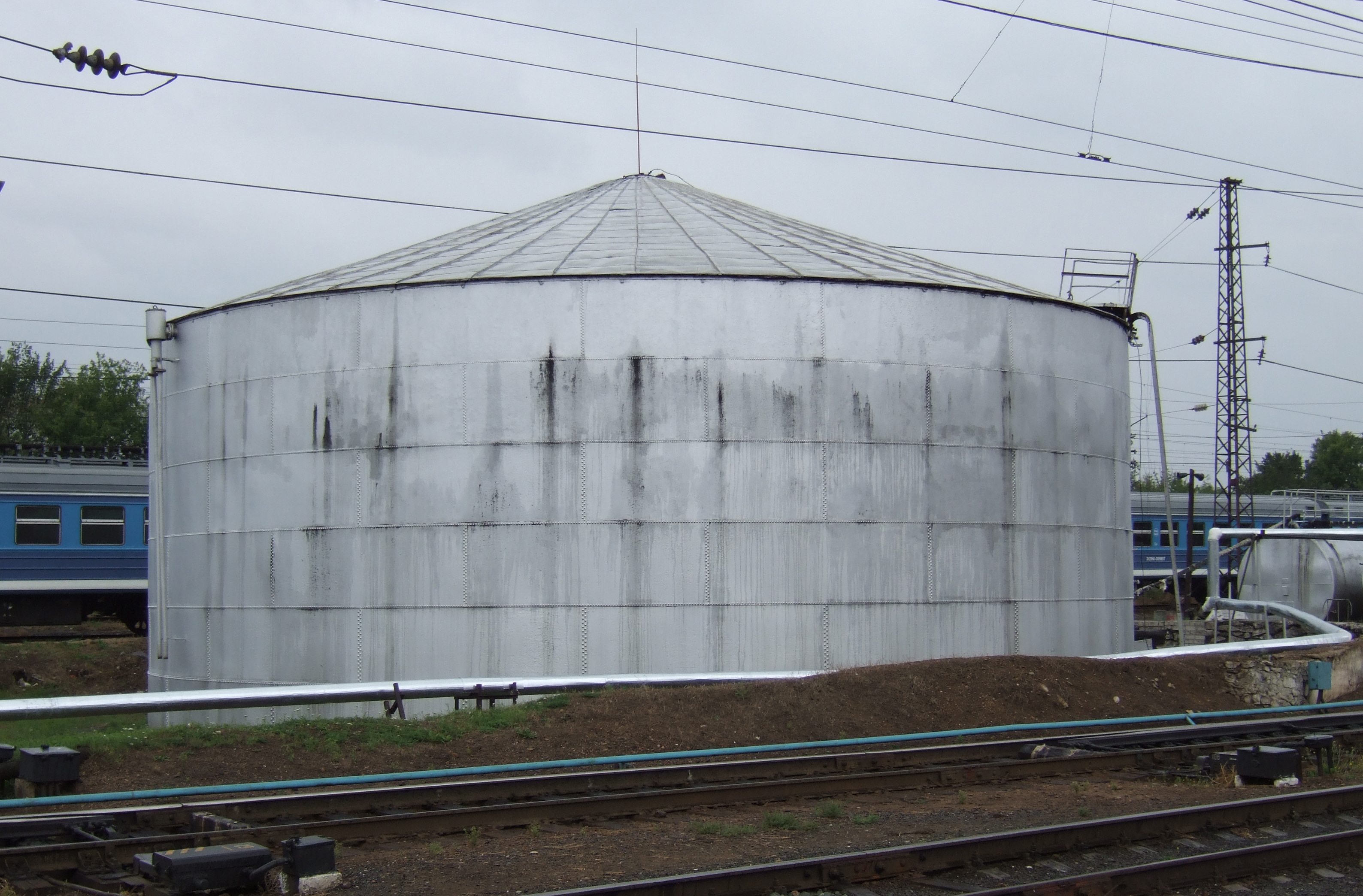
Старинный клёпаный резервуар Шухова на железнодорожной станции города Владимир, 2007

Первые в мире цилиндрические нефтехранилища из склёпанных листов появились в середине 1860-х годов в США на месторождениях в Пенсильвании. Инициатором их внедрения в России был Л.Э. Нобель. Первые резервуары для керосинового склада Товарищества нефтяного производства братьев Нобель были построены в Царицыне Котельным заводом инженера Э.Ф. Альтфатера и приняты в эксплуатацию в 1879 году. В последующие несколько лет резервуарные склады Нобелей появились в Астрахани, Саратове, в Домнине под Орлом, на крупнейших железнодорожных станциях, Бакинском заводе Нобеля. Помимо завода Альтфатера, строительство велось как силами компании братьев Нобель, так и другими подрядчиками.
С 1881 года строительством железных резервуаров начала заниматься только образованная Контора инженера А.В. Бари, в которой служил инженер В. Г. Шухов.
В 1883 году в журнале «Инженер» Шухов опубликовал работу «Механические сооружения нефтяной промышленности», в которой приведены основные принципы расчёта и строительства цилиндрических стальных резервуаров.
Во вступительной части этой статьи Шухов привел описание общеизвестной на тот момент конструкции цилиндрического клепанного резервуара, основание которого скреплено с тонкостенным стальным плоским днищем, лежащим на «песчаной подушке», и покрыто сверху конической или плоской крышей.  Это дало впоследствии повод советским популяризаторам творчества Шухова объявить его изобретателем цилиндрического резервуара.
В то время как американские резервуары строились в значительной мере на основе практического опыта, Шухов в своей работе привел оригинальные формулы математического расчета оптимальных диаметра и высоты резервуара с точки зрения экономии металла при его заданной емкости. Также он первым исследовал картину распределения напряжений в стенках нефтяного резервуара, используя дифференциальное уравнение четвертого порядка. В результате ему удалось снизить вес листов нижнего пояса резервуара на 9% по сравнению с традиционным расчетом.

Конторой Бари c 1881 по 1910 год построено 3240 резервуаров, рассчитанных по методике Шухова, а всего в России только до 1917 года было построено более 20 тысяч резервуаров-нефтехранилищ. С участием Шухова был разработан первый советский ГОСТ на резервуары, стандартизирующий основные типоразмеры резервуаров.

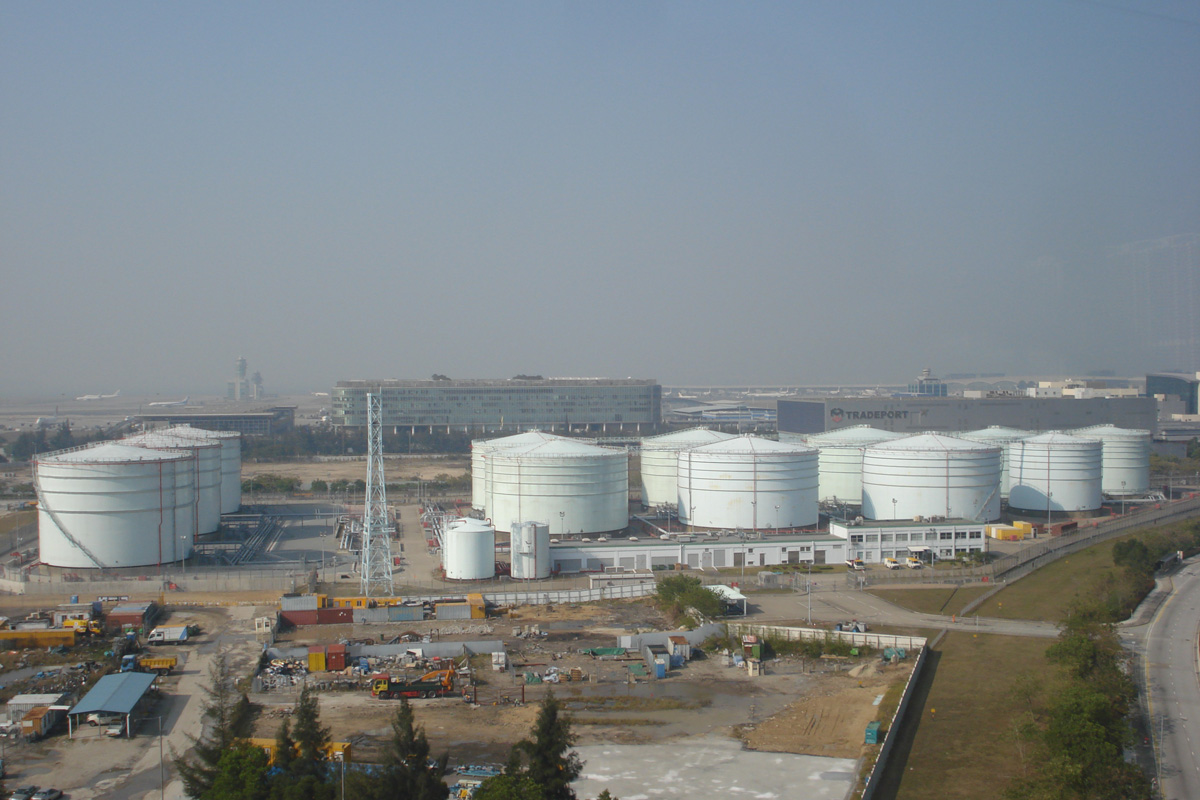
Современные сварные резервуары-нефтехранилища в аэропорту Гонконга, 2008

## Мощности нефтехранилищ в мире
| Страна/Территория  | Тип топлива   | Вместительность в баррелях | Вместительность в тоннах | Вместительность в кубометрах | Дата        | Источники                                                                                          |
| ------------------ | ------------- | -------------------------- | ------------------------ | ---------------------------- | ----------- | -------------------------------------------------------------------------------------------------- |
| США                | Нефть         | 1 312 000 000              |                          | 156 443 500                  | 2020        | https://www.eia.gov/petroleum/storagecapacity/ Архивная копия от 1 мая 2020 на Wayback Machine]    |
| Япония             | Нефть         | 579 000 000                |                          | 92 000 000                   | август 2004 | Архивная копия от 6 июля 2006 на Wayback Machine                                                   |
| Германия           | Нефть         | 250 000 000                |                          | 40 000 000                   | 1997        | Архивная копия от 29 сентября 2007 на Wayback Machine (недоступная ссылка с 17-03-2016 [3434 дня]) |
| Китай              | Нефть         | 168 000 000                |                          | 26 000 000                   | май 2006    | (недоступная ссылка) (недоступная ссылка с 17-03-2016 [3434 дня])                                  |
| Испания            | Нефть         | 120 000 000                |                          | 19 000 000                   | май 2006    | Архивная копия от 23 марта 2016 на Wayback Machine                                                 |
| Южная Корея        | Нефть         | 116 000 000                |                          | 18 000 000                   | 2006        | |
| Сингапур           | Бензин        | 100 000 000                |                          | 16 000 000                   | май 2006    | (недоступная ссылка с 17-03-2016 [3434 дня])                                                       |
| Великобритания     | Нефтепродукты | 34 000 000                 |                          | 5 000 000                    | май 2005    | |
| Великобритания     | Нефтепродукты | 34 000 000                 |                          | 5 000 000                    | май 2005    | |
| Россия             | Нефть         |                            |                          | 9 700 000                    | июль 2020   | |
| Московская область | Нефтепродукты | 16 000 000                 | 2 000 000                | 9 350 000                    |             | |

## Оборудование и комплектующие конструкции резервуаров

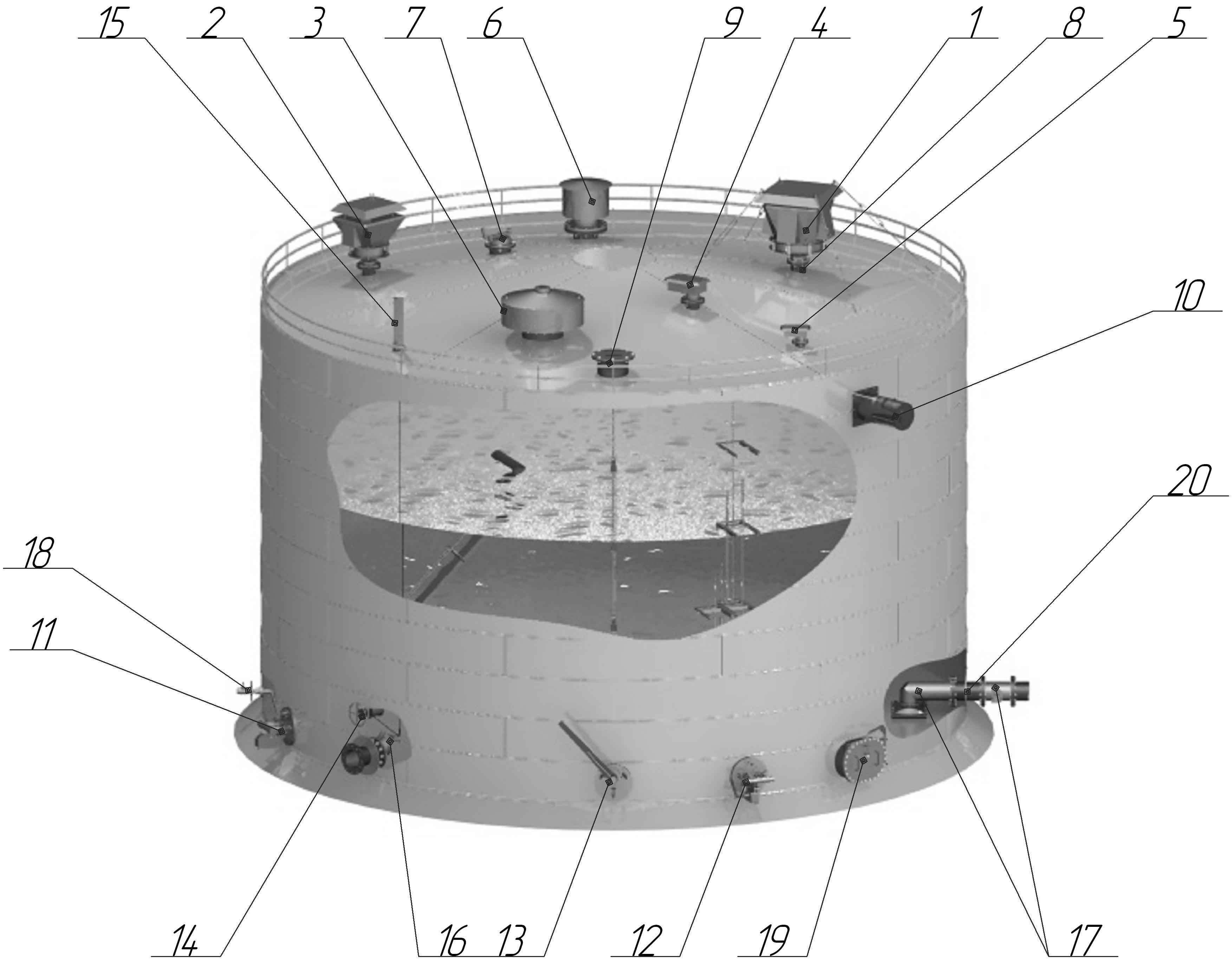
Резервуар вертикальный стальной

Все цилиндрические вертикальные стальные резервуары, как технические сооружения, состоят из конструктивных частей, соединённых в единое целое на сварке, а также комплекта оборудования и комплектующих конструкций. Последние в совокупности предназначаются для обеспечения надёжности, удобных и безопасных условий эксплуатации резервуаров. Конкретный их перечень зависит от вида и физико-химических свойств хранимого продукта, района сооружения и эксплуатации, генерального конструктивного решения резервуара и других факторов. С учётом всего этого установлены комплекты оборудования и комплектующих конструкций для следующих групп резервуаров:
- со стационарной крышей без понтона — для нефти и светлых нефтепродуктов;
- со стационарной крышей без понтона — для темных нефтепродуктов;
- со стационарной крышей с понтоном — для нефти и светлых нефтепродуктов;
- с плавающей крышей — для нефти;
- со стационарной крышей в северном исполнении — для нефти и нефтепродуктов.

На каждом резервуаре и по резервуарному парку в целом создаются системы защиты и обеспечения работоспособности, в которые входят некоторые из вышеперечисленных видов оборудования и конструкций, а также различные приборы и устройства.